# Решоти
Решо́ти (рос. Решёты) — селище у складі Первоуральського міського округу Свердловської області.
Населення — 642 особи (2010, 538 у 2002).
Національний склад станом на 2002 рік: росіяни — 79 %.